# Nals
Nals (Italiaans: Nalles) is een gemeente in de Italiaanse provincie Zuid-Tirol (regio Trentino-Zuid-Tirol) en telt 1634 inwoners (31-12-2004). De oppervlakte bedraagt 12 km², de bevolkingsdichtheid is 136 inwoners per km².

## Geografie
De gemeente ligt op ongeveer 321 m boven zeeniveau.
Nals grenst aan de volgende gemeenten: Andriano, Eppan an der Weinstraße, Gargazon, Terlan, Tisens, Unsere Liebe Frau im Walde-Sankt Felix.
De volgende Fraktionen maken deel uit van de gemeente:
- Sirmian (Sirmiano)